# Unidade Erlang
Unidade Erlang (símbolo E), é uma unidade adimensional utilizada em telefonia resultado do quociente entre o volume de tráfego e o período de observação (intensidade de tráfego). Nomeada em homenagem ao matemático dinamarquês Agner Krarup Erlang.
Onde {\displaystyle A=V/t}